# Zompantle, Guerrero
Zompantle är en ort i Mexiko.   Den ligger i kommunen General Heliodoro Castillo och delstaten Guerrero, i den södra delen av landet, 210 km sydväst om huvudstaden Mexico City. Zompantle ligger 1 436 meter över havet och antalet invånare är 759.
Terrängen runt Zompantle är varierad. Runt Zompantle är det ganska glesbefolkat, med 21 invånare per kvadratkilometer. Närmaste större samhälle är Tlacotepec, 4,8 km nordost om Zompantle. I omgivningarna runt Zompantle växer huvudsakligen savannskog.